# 남해 조씨
남해 조씨(南海趙氏)는 경상남도 남해군을 본관으로 하는 한국의 성씨이다. 시조는 조선에서 문과에 급제해 사재주부(司宰主簿)를 지낸 조현수(趙玄璲)이다.

## 참고 자료
- “남해조씨(南海趙氏)”. 뿌리를 찾아서.[깨진 링크(과거 내용 찾기)]